# Cesare de Horatiis
Cesare Ippolito Enrico de Horatiis (Furci, 15 febbraio 1812 – Ortona, 10 ottobre 1863) è stato un patriota mazziniano italiano.

## Biografia
Figlio di Nicola e di Maria de Francesco, primogenito di una delle principali famiglie del paese. Era destinato a succedere al padre nell'amministrazione dell'azienda di famiglia ma rinunciò a favore del fratello e preferì intraprendere gli studi al seminario arcivescovile di Chieti. Finiti gli studi, fu nominato parroco di una piccola curia della provincia e scelse il posto di prefetto di camerata nel Regio Collegio Sannitico di Campobasso. In quel periodo, si avvicinò alle idee del Risorgimento, coltivando amicizie negli ambienti mazziniani, fino a iscriversi alla Giovine Italia.
Ospite di un parente a Napoli, iniziò a frequentare la scuola di lingua italiana del letterato Basilio Puoti e divenne amico di Francesco De Sanctis e di Silvio Spaventa. Tornato a Furci, insegnò al seminario di Montecassino, dove conobbe Vincenzo Gioberti e dove iniziò a stampare L'Ateneo Italiano, una rivista di scienza e letteratura, in seguito soppressa dal governo napoletano dopo l'insurrezione del 15 maggio 1848. De Horatiis, abbandonata Montecassino, successivamente condusse una vita itinerante nei paesi della zona, predicando e tenendo al contempo discorsi contro il re di Napoli. Questa attività ne causò l'arresto e il trasferimento prima a Napoli e poi a Campobasso, dove trascorse due anni in carcere insieme ad altri mazziniani molisani.
Uscito dal carcere, tornò a Furci ma sia il vescovo che la polizia gli vietarono le partecipazioni in pubblico e il ritorno a Montecassino. De Horatiis, però, era divenuto un personaggio popolare per le sue idee e le sue attività e veniva spesso invitato a tenere prediche nelle solenni ricorrenze religiose dei paesi vicini. A causa di ciò, le autorità presero verso di lui provvedimenti ancora più restrittivi ma fu salvato dall'arcivescovo di Lanciano Giacomo De Vincentiis, chiamandolo ad insegnare nel locale seminario.
Nel 1860, dopo l'ingresso di Giuseppe Garibaldi a Napoli, il sindaco di Lanciano Ignazio Napoletani, riunita la giunta, dichiarò la decadenza della famiglia borbonica e fece sventolare la bandiera italiana: il primo nel Meridione a compiere un gesto tanto clamoroso. De Horatiis fu nominato segretario del sottoprefetto di Lanciano, Camillo del Greco.
In seguito divenne parroco di Ortona, dove finì i suoi giorni.